# Kajak-kenu a 2000. évi nyári olimpiai játékokon
A 2000. évi nyári olimpiai játékokon a kajak-kenuban tizenhat versenyszámban osztottak érmeket.

## Éremtáblázat
(A rendező ország csapata eltérő háttérszínnel, az egyes számoszlopok legmagasabb értéke, vagy értékei vastagítással kiemelve.)
| A 2000. évi nyári olimpiai játékok éremtáblázata kajak-kenuban | A 2000. évi nyári olimpiai játékok éremtáblázata kajak-kenuban | A 2000. évi nyári olimpiai játékok éremtáblázata kajak-kenuban | A 2000. évi nyári olimpiai játékok éremtáblázata kajak-kenuban | A 2000. évi nyári olimpiai játékok éremtáblázata kajak-kenuban | Olimpia  |
| -------------------------------------------------------------- | -------------------------------------------------------------- | -------------------------------------------------------------- | -------------------------------------------------------------- | -------------------------------------------------------------- | -------- |
|                                                                | Ország                                                         | Arany                                                          | Ezüst                                                          | Bronz                                                          | Összesen |
| 1.                                                             | Magyarország (HUN)                                             | 4                                                              | 2                                                              | 1                                                              | 7        |
| 2                                                              | Németország (GER)                                              | 4                                                              | 1                                                              | 3                                                              | 8        |
| 3.                                                             | Olaszország (ITA)                                              | 2                                                              | 0                                                              | 1                                                              | 3        |
| 4.                                                             | Norvégia (NOR)                                                 | 2                                                              | 0                                                              | 0                                                              | 2        |
| 5.                                                             | Franciaország (FRA)                                            | 1                                                              | 1                                                              | 1                                                              | 3        |
| 5.                                                             | Szlovákia (SVK)                                                | 1                                                              | 1                                                              | 1                                                              | 3        |
| 7.                                                             | Románia (ROU)                                                  | 1                                                              | 0                                                              | 2                                                              | 3        |
| 8.                                                             | Csehország (CZE)                                               | 1                                                              | 0                                                              | 1                                                              | 2        |
|                                                                |                                                                |                                                                |                                                                |                                                                |          |
| 9.                                                             | Lengyelország (POL)                                            | 0                                                              | 2                                                              | 2                                                              | 4        |
| 10.                                                            | Bulgária (BUL)                                                 | 0                                                              | 2                                                              | 0                                                              | 2        |
| 10.                                                            | Kuba (CUB)                                                     | 0                                                              | 2                                                              | 0                                                              | 2        |
| 12.                                                            | Ausztrália (AUS)                                               | 0                                                              | 1                                                              | 1                                                              | 2        |
| 12.                                                            | Kanada (CAN)                                                   | 0                                                              | 1                                                              | 1                                                              | 2        |
| 12.                                                            | Nagy-Britannia (GBR)                                           | 0                                                              | 1                                                              | 1                                                              | 2        |
| 15.                                                            | Svédország (SWE)                                               | 0                                                              | 1                                                              | 0                                                              | 1        |
| 15.                                                            | Oroszország (RUS)                                              | 0                                                              | 1                                                              | 0                                                              | 1        |
|                                                                |                                                                |                                                                |                                                                |                                                                |          |
| 17.                                                            | Izrael (ISR)                                                   | 0                                                              | 0                                                              | 1                                                              | 1        |
|                                                                |                                                                |                                                                |                                                                |                                                                |          |
| Összesen                                                       | Összesen                                                       | 16                                                             | 16                                                             | 16                                                             | 48       |

## Érmesek

### Férfiak
| A 2000. évi nyári olimpiai játékok érmesei férfi kajak-kenuban |                                                                                      |                                                                        |                                                                                                   |
| Versenyszám                                                    | Arany                                                                                | Ezüst                                                                  | Bronz                                                                                             |
| Kajak egyes 500 m.                                             | Knut Holmann · Norvégia (NOR)                                                        | Petar Merkov · Bulgária (BUL)                                          | Michael Kolganov · Izrael (ISR)                                                                   |
| Kajak kettes 500 m.                                            | Magyarország (HUN) · Kammerer Zoltán · Storcz Botond                                 | Ausztrália (AUS) · Daniel Collins · Andrew Trim                        | Németország (GER) · Ronald Rauhe · Tim Wieskotter                                                 |
| Kajak egyes 1000 m.                                            | Knut Holmann · Norvégia (NOR)                                                        | Petar Merkov · Bulgária (BUL)                                          | Tim Brabants · Nagy-Britannia (GBR)                                                               |
| Kajak kettes 1000 m.                                           | Olaszország (ITA) · Antonio Rossi · Beniamino Bonomi                                 | Svédország (SWE) · Marcus Oscarsson · Henrik Nilsson                   | Magyarország (HUN) · Bártfai Krisztián · Veréb Krisztián                                          |
| Kajak négyes 1000 m.                                           | Magyarország (HUN) · Storcz Botond · Kammerer Zoltán · Vereckei Ákos · Horváth Gábor | Németország (GER) · Jan Schafer · Mark Zabel · Björn Bach · Stefan Ulm | Lengyelország (POL) · Dariusz Białkowski · Grzegorz Kotowicz · Adam Seroczyński · Marek Witkowski |
| Kenu egyes 500 m.                                              | Kolonics György · Magyarország (HUN)                                                 | Makszim Opalev · Oroszország (RUS)                                     | Andreas Dittmer · Németország (GER)                                                               |
| Kenu kettes 500 m.                                             | Magyarország (HUN) · Pulai Imre · Novák Ferenc                                       | Lengyelország (POL) · Paweł Baraszkiewicz · Daniel Jędraszko           | Románia (ROU) · Mitică Pricop · Florin Popescu                                                    |
| C-1, 1000 m                                                    | Andreas Dittmer · Németország (GER)                                                  | Ledis Balceiro · Kuba (CUB)                                            | Stephen Giles · Kanada (CAN)                                                                      |
| Kenu kettes 1000 m.                                            | Románia (ROU) · Mitică Pricop · Florin Popescu                                       | Kuba (CUB) · Ibrahim Rojas · Leobaldo Pereira                          | Németország (GER) · Stefan Utess · Lars Kober                                                     |

### Nők
| A 2000. évi nyári olimpiai játékok érmesei női kajak-kenuban |                                                                                   |                                                                                   |                                                                          |
| Versenyszám                                                  | Arany                                                                             | Ezüst                                                                             | Bronz                                                                    |
| Kajak egyes 500 m.                                           | Josefa Idem · Olaszország (ITA)                                                   | Caroline Brunet · Kanada (CAN)                                                    | Karin Borchert · Ausztrália (AUS)                                        |
| Kajak kettes 500 m.                                          | Németország (GER) · Birgit Fischer · Katrin Wagner                                | Magyarország (HUN) · Kovács Katalin · Szabó Szilvia                               | Lengyelország (POL) · Beata Sokołowska · Aneta Konieczna                 |
| Kajak négyes 500 m.                                          | Németország (GER) · Birgit Fischer · Manuela Mucke · Katrin Wagner · Anett Schuck | Magyarország (HUN) · Szabó Szilvia · Kovács Katalin · Viski Erzsébet · Kőbán Rita | Románia (ROU) · Sanda Toma · Raluca Ioniţă · Mariana Limbău · Elena Radu |

### Vadvízi (szlalom) számok
| A 2000. évi nyári olimpiai játékok érmesei szlalom kajak-kenuban |                                                           |                                                                  |                                              |
| Versenyszám                                                      | Arany                                                     | Ezüst                                                            | Bronz                                        |
| Férfi kajak egyes                                                | Tomas Schmidt · Németország (GER)                         | Paul Ratcliffe · Nagy-Britannia (GBR)                            | Pierpaolo Ferrazzi · Olaszország (ITA)       |
| Férfi kenu egyes                                                 | Tony Estanguet · Franciaország (FRA)                      | Michal Martikán · Szlovákia (SVK)                                | Juraj Minčík · Szlovákia (SVK)               |
| Férfi kenu kettes                                                | Szlovákia (SVK) · Pavol Hochschorner · Peter Hochschorner | Lengyelország (POL) · Krzysztof Kołomański · Michał Staniszewski | Csehország (CZE) · Marek Jiras · Tomáš Máder |
| Női kajak egyes                                                  | Štěpánka Hilgertová · Csehország (CZE)                    | Brigtte Guibal · Franciaország (FRA)                             | Anne-Lise Bardet · Franciaország (FRA)       |

## Magyar részvétel
Tizenöt magyar sportoló indult az olimpia kajak-kenu számaiban tizenegy férfi és négy nő. A legeredményesebb volt az eddigi 1936-óta, négy arany, két ezüst, egy bronz és egy-egy negyedik, ötödik, hatodik hely, összesen negyvennyolc pont.

### Pontszerzők
- Vereckei Ákos kajak egyes 500 m. 4. hely
- Novák Ferenc, Pulai Imre kenu kettes 1000 m. 5. hely
- Kőbán Rita kajak egyes 500 m. 6. hely

### Nem szereztek pontot
- Kökény Roland kajak egyes 1000 m.
- Zala György kenu egyes 1000 m.